# Venkateswara-Tempel
Koordinaten: 13° 40′ 59,5″ N, 79° 20′ 54,3″ O

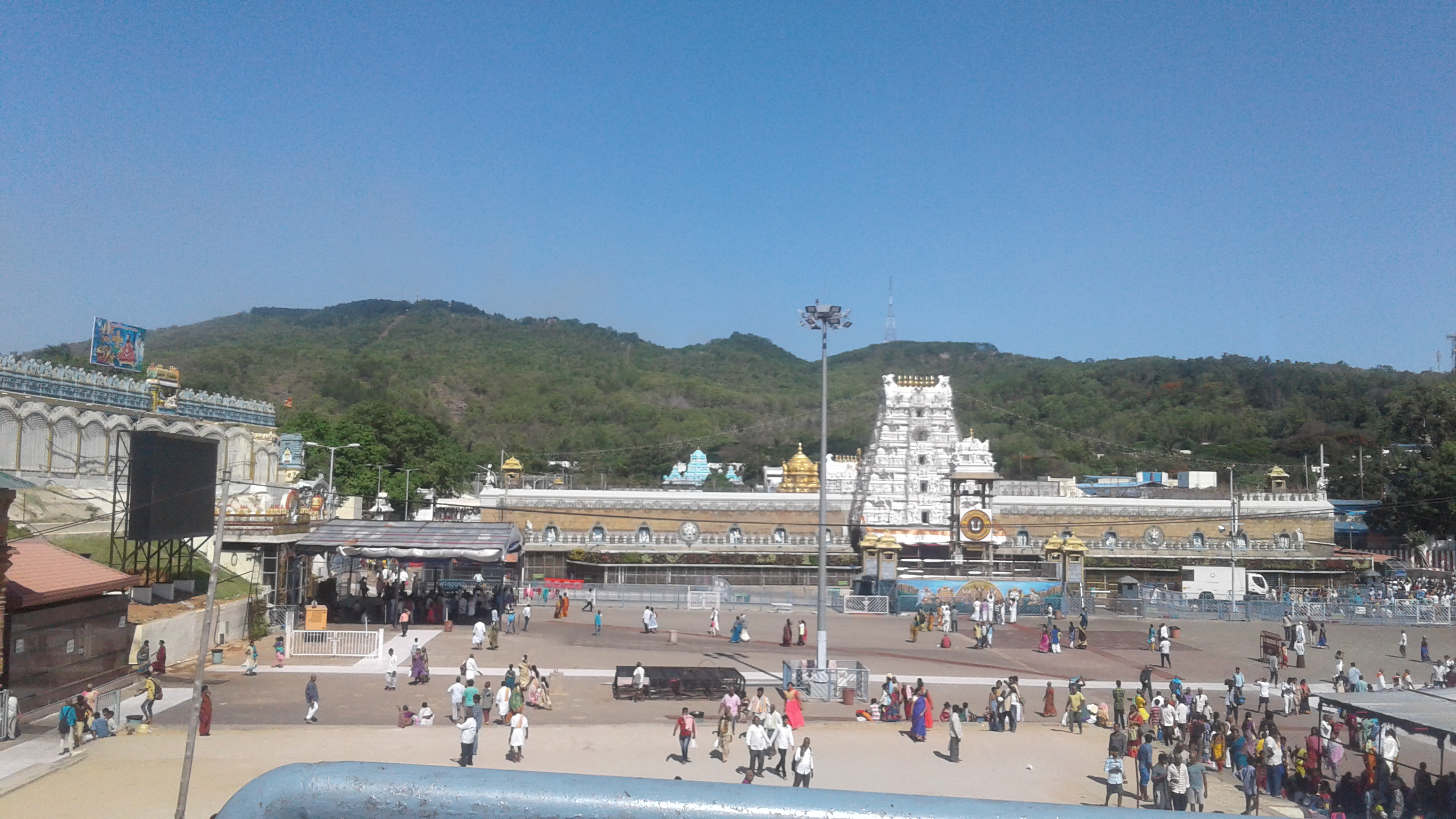
Venkateswara-Tempel, Tirumala

Der Venkateswara-Tempel (Telugu వేంకటేశ్వర స్వామి), auch bekannt als Tirumala-Tirupati-Tempel, im Bergort Tirumala nahe der Großstadt Tirupati im südindischen Bundesstaat Andhra Pradesh ist einer der bedeutendsten und meist besuchten Hindutempel Indiens. Er ist Venkatesvara geweiht, der als ein Avatara des Gottes Vishnu gilt.

## Mythos und Kult
Der traditionelle Glaube besagt, bei dem steinernen Kultbild von Shri Venkatesvara – der wichtigsten Gottheit des Tempels – handele es sich nicht um eine von Menschen geschaffene Statue, sondern um eine „selbst-erschaffene“ (swayambhu) Statue, in der sich der Gott manifestiert habe. Jeden Freitag wird die abhishekha-Zeremonie durchgeführt. Dabei wird die Statue rituell gebadet; nach dem Bad wird das Kultbild mit Öl eingerieben. Teil des täglichen Rituals ist das Anlegen von Gewändern (alankarasaranam). Die Gabe von Speisen an die Gottheit wird Naivedya genannt. Dabei dürfen im Heiligtum nur Arachakas (Priester) anwesend sein. Die gekochten Speisen werden anschließend als Prasadam an die Pilger verteilt. Der größte Teil des Tages ist dem Darshan vorbehalten, bei dem Pilger sich der Statue nähern, um zu Gott zu beten und Segnungen zu erbitten.
Der spirituelle Hintergrund der in Tirumala gefeierten Festivals und Rituale findet sich in den Lehren des Ramanuja, eines bedeutenden Vertreters des Vishnuismus, wie auch in weiteren heiligen Schriften des Hinduismus. Besonders die Puranas (siehe z. B. Padma Purana und Narada Purana) enthalten umfangreiche Schilderungen der Entstehungsgeschichte des Tempels und des Erscheinens der Bildgestalt Venkateshvaras, wie auch ihrer herausragenden Bedeutung. Das Baden, Speisen und Ankleiden von Gottheiten entstammt nicht der Welt der Volksreligion, wie manchmal irrtümlich angenommen wird, sondern wird in den klassischen vedischen Schriften wie dem umfangreichen Standardwerk Hari Bhakti Vilas ausführlich dargelegt. Auch bietet der Tempel ein reiches Angebot an Sanskritrezitationen für den an klassischen Texten interessierten Pilger.

## Pilgerwesen

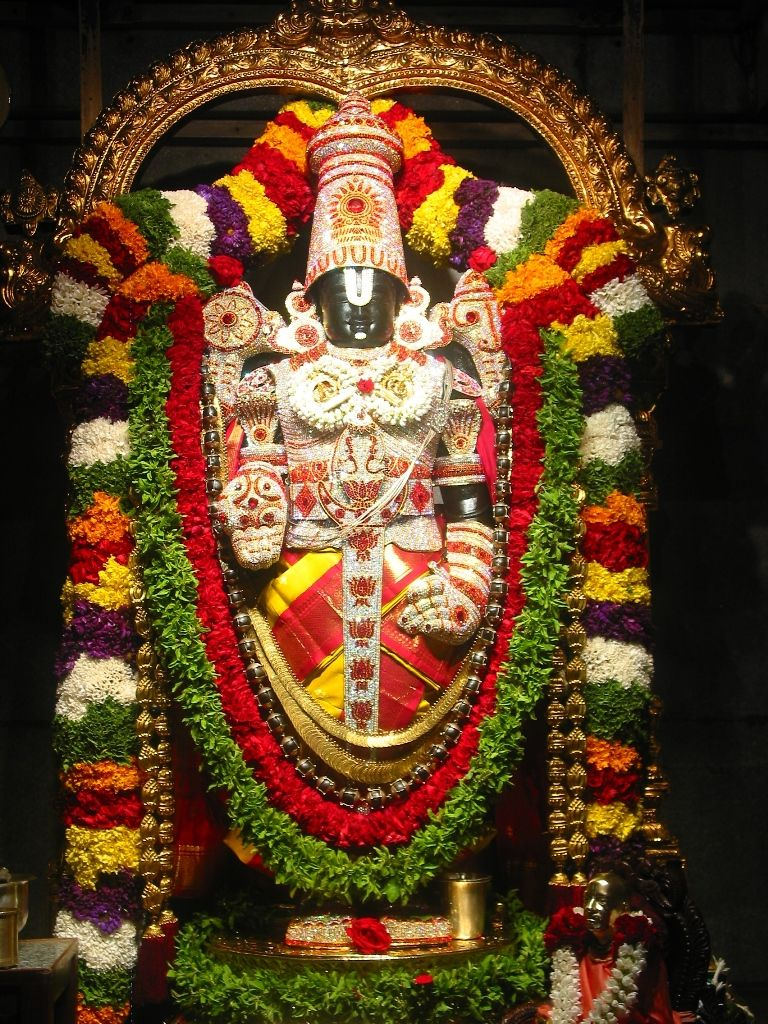
Venkateswara-Statue im Balaji-Tempel bei Arsikere, Karnataka

Der Bergort Tirumala ist einer der meistbesuchten Pilgerorte der Welt. Die religiösen Veranstaltungen und die Brahmanenpriester werden durch freiwillige Spenden finanziert. Viele Pilger lassen sich die Haare scheren und spenden das Haar für den lukrativen Perückenhandel. Die Pilger spenden viel, oft kleine Scheine und Münzen. Diese Spenden werden in der Tempelverwaltung akribisch registriert. Dies kann der Tempelbesucher beobachten, da diese Räume verglast sind. Für westliche Reisende gibt es keine Restriktionen – den Zugang zu den Tempeln betreffend – wie sonst häufig in Südindien. Das liegt an der traditionell eher offenen und toleranten Einstellung der Vaisnava-Tradition in der Sri-sampradaya gegenüber Kastenunterschieden. Der Venkateswara-Tempel wird bis heute von Priestern der Jahrtausende alten Sri-Vaishnava-Tradition in der Nachfolge von Venkateswara geleitet, der sich für eine universale Gottesliebe einsetzte, die für alle Menschen offen zugänglich sein muss, ungeachtet ihre Kaste, Rasse oder Nationalität.

## Andere Venkateswara-Tempel
In Indien finden sich weitere Venkateswara-Tempel, auch viele Hindu-Gemeinden in anderen Ländern Asiens und in den USA haben Venkateswara (manchmal auch Balaji oder Tirupati genannt) in den Mittelpunkt ihres religiösen Lebens gestellt.